# Grand Arsenal de Gdańsk

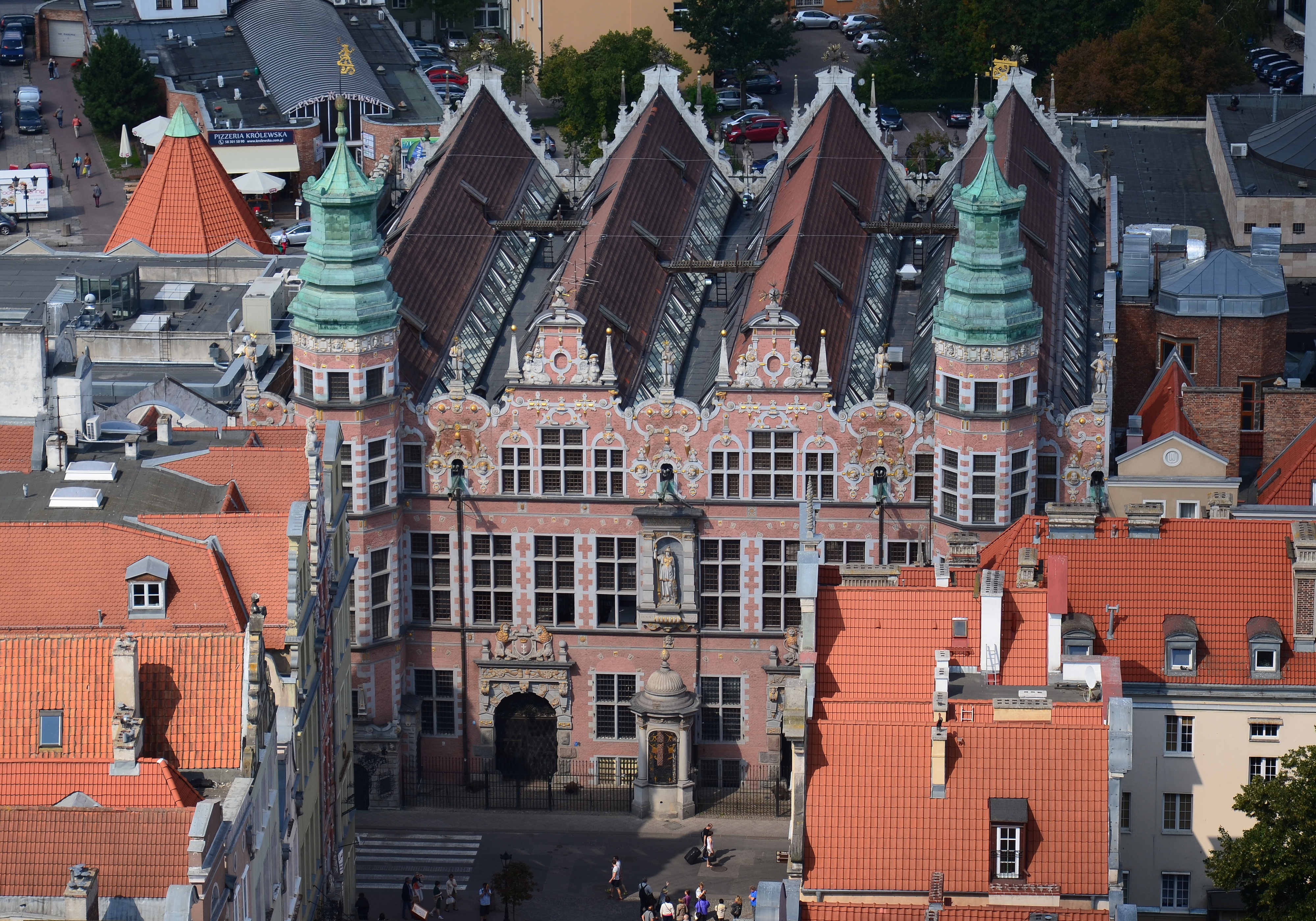
Vue de la tour de l'église Sainte-Marie

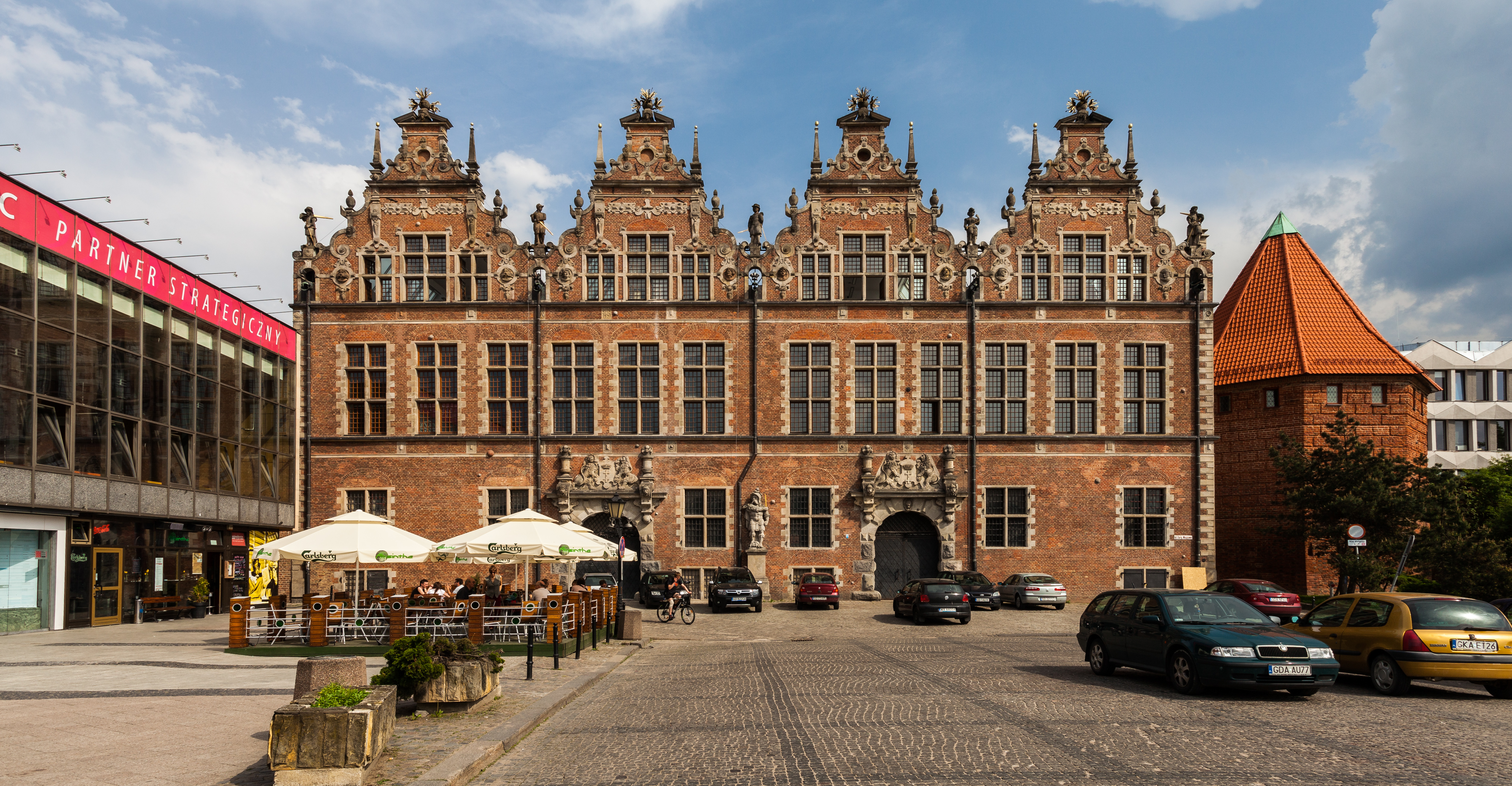
La façade du côté du Targ Węglowy

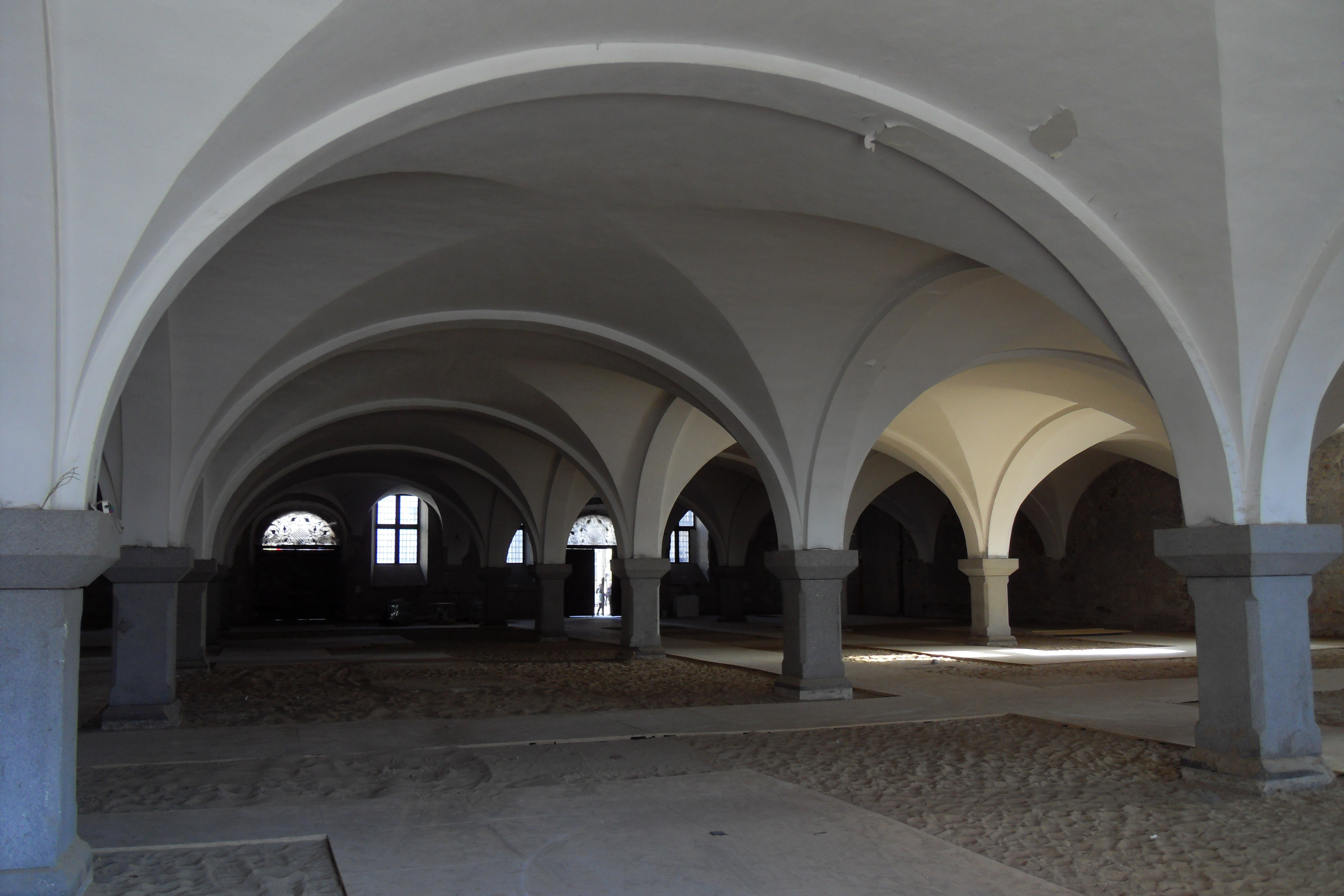
Intérieur du rez-de-chaussée

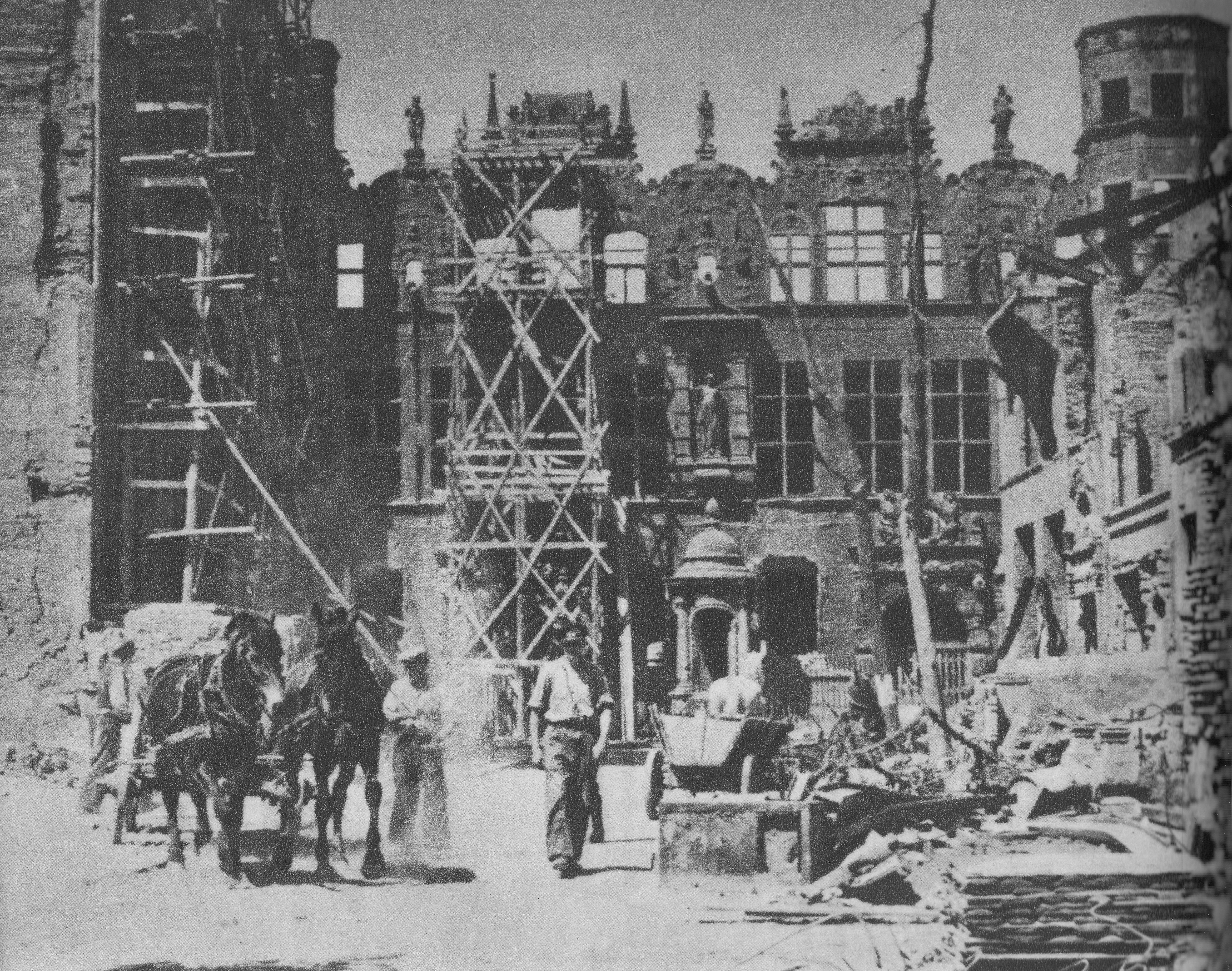
Reconstruction du bâtiment après la Seconde Guerre mondiale

Le Grand Arsenal de Gdańsk (en polonais : Wielka Zbrojownia w Gdańsku ; en allemand : Das Große Zeughaus) est un monument situé à Gdańsk, en Pologne. Il est le bâtiment maniériste laïc le plus impressionnant de la ville. L'inspiration pour sa création est venue des Halles aux Viandes de Haarlem en Hollande.

## Histoire
La menace croissante provenant de la Suède à la fin du XVIe siècle a incité les habitants de Gdańsk à se préparer à l'éventualité d'une guerre. Manquant d'entrepôts pour le matériel de guerre produit dans la ville et ses environs, ils décidèrent de construire un arsenal spécial. Cependant, le projet ne se limitait pas à la construction d’un entrepôt à fonction strictement utilitaire.
L'armurerie a été construite entre 1602 et 1605. C'est l'œuvre d'un des architectes de Gdańsk les plus remarquables de cette époque, Antoni van Obberghen. Il a été construit en petites briques rouges hollandaises décorées de décorations en grès et de riches dorures. La structure donne l’impression que le bâtiment se compose de quatre immeubles apparemment séparés.
Le bâtiment fut incendié pendant la guerre en 1945. Il a été reconstruit dans les années 1947-1965, avec la reconstruction des coupoles des tours et la maçonnerie des pignons. Dans les années 2000-2005, les deux façades ont été rénovées, en restaurant les polychromies, les dorures et les gargouilles décoratives du côté de la rue Piwna.
L'intérieur de l'Armurerie attirait de nombreux voyageurs visitant Gdańsk. Le bâtiment de trois étages abritait non seulement divers types d'armes, d'armures, de harnais, mais également des peintures et des statues. De plus, les objets collectés étaient exposés de manière à attirer l'attention des visiteurs, par exemple des armures étaient présentées sur des mannequins placés sur des marionnettes pouvant passer pour des chevaux. Ces mannequins étaient mobiles, ce qui augmentait l'intérêt des spectateurs.
L'armurerie peut être comparée aux musées d'art militaire d'aujourd'hui, à la différence qu'à Gdańsk au XVIIe siècle, la nécessité d'une utilisation pratique des collections était prise en compte.
L'Académie des Beaux-Arts est située aux étages supérieurs. La superficie du sous-sol est de 1 528 m². L'espace est divisé en une salle d'exposition principale où sont organisés les grands projets d'exposition, la galerie « Design »  où sont présentées des expositions sur le design, les formes utilitaires et le graphisme, et la galerie « La culture a de nombreux visages » destinée à la présentation de petits projets artistiques. Des commerces de restauration sont installés dans les espaces restants du rez-de-chaussée. Jusqu'en 2007, le passage à travers le bâtiment était ouvert, permettant de faire un raccourci pour rejoindre la place et la rue Piwna.